# Grapiúna Atlético Clube
O Grapiuna Atlético Clube é um clube de futebol brasileiro, da cidade de Itabuna, no estado da Bahia. Suas cores são amarelo e preto. Seu principal rival é o Itabuna Esporte Clube.

## História
Após o rebaixamento do tradicional Itabuna Esporte Clube, que participou do Campeonato Baiano de Futebol ininterruptamente de 1967 a 1993, a direção da tradicional equipe grapiúna decidiu suspender suas atividades. Desta forma a cidade de Itabuna ficou sem um clube profissional. Assim foi formado em 11 de março de 1996 o Itabuna Atlético Clube, logo em sua primeira participação no Campeonato Baiano da Segunda Divisão conquistou o vice-campeonato ao ser derrotado na final pelo Juazeiro Social Clube e assim obteve o acesso a Primeira Divisão em 1997. O jogo de estreia na elite foi positivo, vitória em casa por 1 a 0 sobre o Eunápolis Esporte Clube, porém esta foi uma das poucas vitórias da equipe no campeonato, no total foram apenas três em 14 partidas, o que culminou com o rebaixamento do clube. Em 1998, não disputou o Campeonato Baiano da Segunda Divisão, assim como em 1999.
Retornou em 2000, com um novo nome: Grapiúna Atlético Clube. Disputou o Torneio Seletivo da Segunda Divisão onde obteve de forma polêmica o segundo lugar e o acesso a Segunda Divisão. Após o encerramento da competição o Grapiúna Atlético Clube havia sido eliminado, assim como a Associação Atlética Sisal Bonfinense e a ABB; classificaram-se o Barreiras Esporte Clube e o Salvador Esporte Clube Ltda., porém o Grapiúna entrou com uma reclamação no TJD-BA devido a um equívoco de arbitragem em uma partida na qual havia sido derrotado por 2 a 0 pela Atlética Sisal, o tribunal lhe deu razão e uma nova partida foi marcada para depois do fim da competição. Sem nenhuma motivação, pois já estava eliminado, o Sisal Bonfinense foi presa fácil e foi derrotado em Senhor do Bonfim por 3 a 0, desta forma o Grapiúna obteve a classificação no lugar do Salvador Esporte Clube. Na Segunda Divisão o Grapiúna foi quarto colocado no primeiro turno em meio a dez participantes, no segundo turno sagrou-se vencedor, porém ironicamente o TJD-BA que havia lhe beneficiado anteriormente lhe foi prejudicial, o Esporte Clube Jacuipense conseguiu obter provar no tribunal irregularidade de atletas de dois times adversários e transformou um empate (0 a 0 com a Associação Atlética Teixeira de Freitas) e uma derrota (1 a 0 para o Esporte Clube Ypiranga) em seis pontos para a equipe de Riachão do Jacuípe. Desta forma venceu o turno e classificou-se para a final enquanto o Grapiúna ficou de fora.
Em 2001 o Grapiúna fez outro grande campeonato sagrando-se vice-campeão ao ser derrotado na final pelo Independente Esporte Clube, atual Palmeiras Nordeste Futebol Ltda., por 3 a 0 em Itabuna e empate em 1 a 1 em Feira de Santana. O ano de 2002 marcou o retorno definitivo do Itabuna Esporte Clube que obteve o título da Segunda Divisão e o acesso a Primeira Divisão, fato este que enfraqueceu o Grapiúna que mesmo assim em 2003 obteve um razoável terceiro lugar, em 2004, sem forças, não disputou o campeonato, em 2005 inscreveu-se na competição, porém a FBF não aceitou a inscrição de nenhum clube e decidiu não organizar a Segunda Divisão. O Grapiúna, na época comandado pelo ex-presidente do Clube de Regatas Flamengo, Edmundo Santos Silva, abriu processo contra a FBF no TJD-BA sem obter sucesso. Após anos de inatividade retornou em 2008 quando não conseguiu completar a competição abandonando-a a faltar duas rodadas para eu término. Tentou realizar inscrição em 2009 sem sucesso, e desde então, não mais voltou a figurar nos campos do futebol baiano.

## Estatísticas

### Participações
|  | Participações em 2025 |

| Competição | Competição        | Temporadas | Melhor campanha            | Estreia | Última | P | R |
| Bahia      | Campeonato Baiano | 1          | 11° colocado (1997)        | 1997    | 1997   | 1 | 1 |
| Bahia      | Segunda Divisão   | 10         | Vice-campeão (1996 e 2001) | 1996    | 2025   | 1 |   |